# Megaselia supercilata
Megaselia supercilata är en tvåvingeart som först beskrevs av Wood 1910.  Megaselia supercilata ingår i släktet Megaselia och familjen puckelflugor. Inga underarter finns listade i Catalogue of Life.